# Essai d'adhérence au pendule SRT
L’essai d’adhérence au pendule SRT d’un marquage routier ou d’un revêtement routier est un essai de laboratoire ou in situ qui permet de caractériser l'adhérence du matériau testé ou son anti-glissance.
L’indicateur mesuré est le coefficient de frottement longitudinal (CFL en français, ou SLP en anglais)
Cet essai est utilisé au niveau international.

## Le pendule SRT[1],[2]
Le pendule SRT (pour Skid Resistance Tester) est un pendule oscillant muni d’un patin en caoutchouc à son extrémité libre.

## Mode opératoire
Le bras du pendule est lâché en position haute. La vitesse équivalente du bras du pendule portant le patin de caoutchouc de 76,2 par 25,4 mm est d’environ 10 km/h. Plus l’adhérence rencontrée par le patin est élevée et moins le bras du pendule remonte après frottement. On mesure l’angle de remontée du bras.